# Ourapteryx pallida
Ourapteryx pallida là một loài bướm đêm trong họ Geometridae.